# Баран Євген Якович
 Євге́н Я́кович Бара́н (*28 травня 1932, Туровець — †4 жовтня 2003) — український лікар-клініцист, вчений, хірург-трансплантолог-уролог, піонер клінічної трансплантації нирки в Україні, засновник вітчизняної школи трансплантологів, завідувач (першого в Україні) відділу трансплантації нирки та гемодіалізу Київського науково-дослідного інституту урології та нефрології МОЗ УРСР, доктор медичних наук, професор, заступник директора з трансплантології Інституту хірургії та трансплантології АМН України.

## Біографічні відомості
Народився 28 травня 1932 р. в с. Туровець, Холмський повіт (Польща) в сім'ї українського селянина У 1956 р.з відзнакою закінчив лікувальний факультет Львівського медичного інститут, Працював хірургом-урологом у Рівненській міській лікарні.
Помер Євген Якович 4 жовтня 2003 року, на 72 році життя в м. Києві.

## Наукова кар'єра
З 1963 до 1967 рр. навчався в клінічній ординатурі, з 1967 — в аспірантурі на кафедрі урології Київського інституту удосконалення лікарів. З 1967 р. працює у Київському НДІ захворювань нирок і сечовивідних шляхів (урології), перейменованому згодом в Інститут урології та нефрології АМН України.
У 1969 р. захистив кандидатську дисертацію, у 1983 р. — докторську.
Наукові дослідження професора Барана Є. Я. присвячені питанням розробки, вивчення і впровадження фізіологічно обґрунтованих принципів в реконструктивну й відновну хірургію нирок і сечовивідних шляхів, пошуку та впровадження ефективних шляхів вирішення актуальних проблем позаниркового гемодіалізу і трансплантації донорської нирки.
Є. Я. Баран створив новий напрямок у вітчизняній трансплантології — вивчення науково обґрунтованих принципів профілактики і лікування реакцій відторгнення та інших післяопераційних ускладнень при трансплантації донорської нирки, базуючись на глибокому та всебічному дослідженні інтимних механізмів її адаптації в організмі реципієнта.
Був провідним вченим серед урологів-трансплантологів в Україні, добре відомим далеко за її межами.
Євген Баран виконав близько 700 трансплантацій нирки, під його керівництвом захищено понад 10 кандидатських і докторських дисертацій. Професор Є. Я. Баран автор більше як 300 наукових праць, у тому числі 10 наукових винаходів в галузі медицини, 4 монографій та 34 робіт, опублікованих у країнах далекого зарубіжжя.
У 1986 році під його керівництвом пройшла операція по пересадці нирки з летальним результатом, Євген Якович допустив помилки під час операції, проте покарання він уникнув.